# Elaenia chiriquensis
El fiofio belicoso (Elaenia chiriquensis) es una especie de ave paseriforme de la familia Tyrannidae perteneciente al numeroso género Elaenia. Es nativo de la América tropical (Neotrópico), desde Costa Rica hasta el norte de Argentina.

## Nombres comunes
Aparte de fiofío belicoso (en Paraguay y Argentina) se le denomina también bobito copetón o moño blanco (en Venezuela), elenia o elaenia menor (en Panamá, Ecuador y Colombia), elainia sabanera (en Costa Rica) o 
fío-fío menor (en Perú).

## Distribución y hábitat
Se distribuye de forma disjunta del suroeste de Costa Rica al oeste de Panamá; en Colombia, Venezuela, Trinidad y Tobago, Guyana, Surinam, Guayana Francesa, desde el norte al sureste de Brasil (ausente de una gran parte de la Amazonia), este de Perú, Bolivia, Paraguay y noroeste y noreste de Argentina.
Esta especie, ampliamente diseminada, es considerada bastante común en sus hábitats naturales: las sabanas, cerrados, claros arbutivos, jardines y áreas cultivadas con setos y árboles dispersos, principalmente por debajo de los 1500 m de altitud, localmente hasta los 2500 m en Ecuador.

## Sistemática

### Descripción original
La especie E. chiriquensis fue descrita por primera vez por el ornitólogo estadounidense George Newbold Lawrence en 1865 bajo el nombre científico Elainea chiriquensis; su localidad tipo es: «David, Chiriquí, Panamá».

### Etimología
El nombre genérico femenino «Elaenia» deriva del griego «ελαινεος elaineos» que significa ‘de aceite de oliva’, ‘oleaginosa’; y el nombre de la especie «chiriquensis», se refiere a la localidad tipo, la provincia de Chiriquí, en Panamá.

### Taxonomía
La especie Elaenia brachyptera, el fiofío de Coopmans, considerada anteriormente como la subespecie E. chiriquensis brachyptera, encontrada en los bosques montanos del sur de Colombia y norte de Ecuador ha sido reconocida como especie plena por el Comité de Clasificación de Sudamérica (SACC), con base en los estudios genético-moleculares y las significativas diferencias de vocalización presentadas por Rheindt et. al. (2015), lo que fue aprobado en la Propuesta N° 686 al referido comité.

### Subespecies
Según las clasificaciones del Congreso Ornitológico Internacional (IOC) y Clements Checklist/eBird se reconocen dos subespecies, con su correspondiente distribución geográfica:
- Elaenia chiriquensis chiriquensis Lawrence, 1865 – zona tropical del suroeste de Costa Rica y pendiente del Pacífico del oeste de Panamá, al este hasta la Zona del Canal, incluyendo las islas Coiba y Pearl (también en la pendiente caribeña en el centro de Colón).
- Elaenia chiriquensis albivertex Pelzeln, 1868 – norte, centro y este de Colombia, Venezuela, Trinidad, las Guayanas, localidades dispersas a través del norte, este y centro de Brasil (al sur hasta São Paulo; aparentemente ausente de una gran parte de la cuenca del Amazonas), este de Perú, norte y este de Bolivia, Paraguay y noroeste y noreste de Argentina.